# Vamdrups kommun
Vamdrups kommun var en kommun i Vejle amt i Danmark. Kommunens huvudort var Vamdrup. Sedan 2007 ingår kommunen i Koldings kommun.